# Manny Charlton
Manny Charlton (La Línea de la Concepción, 25 luglio 1941 – Austin, 5 luglio 2022) è stato un chitarrista britannico, conosciuto per essere membro fondatore dei Nazareth.

## Biografia
La sua famiglia emigrò dalla Spagna a Dunfermline, in Scozia, negli anni '40 quando lui aveva 2 anni. Prima di unirsi ai Nazareth, Charlton suonò in alcune band, in particolare i Mark 5 e successivamente i Red Hawks, fino a quando non si unì al semi-professionista locale Dunfermline gruppo The Shadettes. Nel 1968, la band cambiò nome in Nazareth, ispirandosi al testo di apertura di The Weight, una canzone di The Band.
Charlton giocò un ruolo importante nel successo mondiale dei Nazareth, e fu anche il produttore discografico della band per molti anni, succedendo a Roger Glover, dopo che la band decise di volersi muovere in una nuova direzione per l'album Hair of the Dog.
Dopo aver lasciato i Nazareth nel 1990, Charlton ha suonato da solista nel circuito dei club scozzesi e pubblicò il suo primo album da solista Drool nel 1997, per l'etichetta discografica Red Steel, con Neil Miller alla voce. L'anno successivo si trasferì in Texas, dove formò la Manny Charlton Band (MCB). 
Nel 2004, Charlton pubblicò Say the Word per l'etichetta scozzese River Records. Il 2005 ha visto l'uscita di Sharp, che è nel complesso un album di cover, tra cui Hang On To A Dream di Tim Hardin e Shelter from the Storm di Bob Dylan. Nello stesso anno, Charlton completò il seguito di Sharp, intitolato Sharp Re-Loaded.
Nel marzo 2013, Charlton ha pubblicato Hellacious coprodotto da Gary Bryant (GB Records). Questa registrazione è stata effettuata in California e comprendeva Tim Bogert, Walfredo Reyes Jr. e Steven Adler.
Nel 1997 Charlton si trasferì ad Austin, in Texas negli Stati Uniti, dove ha sposato la sua seconda moglie Julie. È morto il 5 luglio 2022, all'età di 80 anni.

## Discografia

### Solista
- 1999 - Drool
- 2000 - Bravado
- 2002 - Stonkin'
- 2004 - Say the World
- 2007 - American Deluxe
- 2013 - Hellacious

### Con i Nazareth
- 1971 - Nazareth
- 1972 - Exercises
- 1973 - Razamanaz
- 1973 - Loud 'n' Proud
- 1974 - Rampant
- 1975 - Hair of the Dog
- 1976 - Close Enough for Rock 'n' Roll
- 1976 - Play 'n' the Game
- 1977 - Expect No Mercy
- 1979 - No Mean City
- 1980 - Malice in Wonderland
- 1981 - The Fool Circle
- 1982 - 2XS
- 1983 - Sound Elixir
- 1984 - The Catch
- 1986 - Cinema
- 1989 - Snakes 'n' Ladders